# Makrai

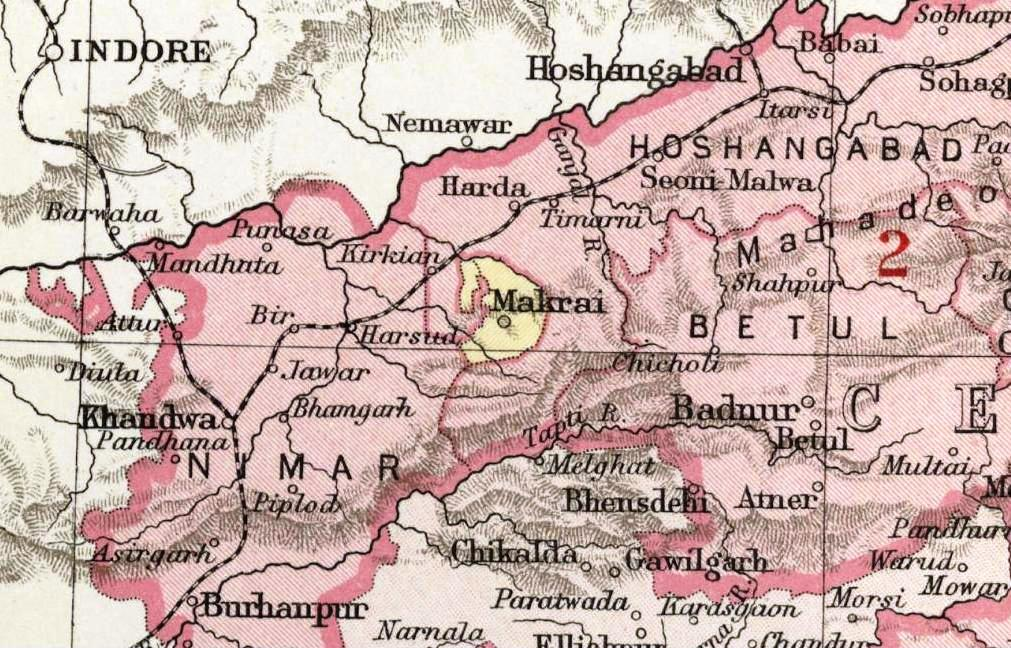
Makrai a l'Imperial Gazetteer of India.

Makrai fou un estat tributari protegit a les Províncies Centrals avui Madhya Pradesh enclavat al districte d'Hoshangabad amb una superfície de 401 km²; estava a la vall del Narbada en terrenys fèrtils però també amb molta zona alta de les muntanyes Satpura de poc aprofitament agrícola si bé almenys tenien abundància de fusta. La capital era a Makrai a 22° 04′ N, 77° 07′ E / 22.067°N,77.117°E amb un antiga fortalesa, situada a 25 km de Bhiringi i a 30 d'Harda. La població de l'estat era de 16.764 persones el 1881 i de 13.025 persones el 1901; el nombde de pobles era de 59. La població era en majoria gonds i korkus. Els ingressos el 1904 s'estimaven en 62.000 rúpies però les despeses eren de 64.000.
La família reial eren gonds que antigament haurien governat sobre tot el tahsil d'Harda si bé no hi ha proves històriques que demostrin aquesta pretensió; al segle XVIII els Sindhia i el peshwa van privar a Makrai de les comarques forestals de Kalibhit i Charwa. Va passar a protectorat britànic però va quedar lliure de tribut. Lachi Shah va pujar al tron el 1866 però el 1890 els britànics van agafar el control per mala administració si bé només per tres anys, retornant el poder al raja el 1893 però a condició de nomenar un diwan (ministre) aprovat pel cap comissionat.
La bandera de l'estat era triangular safra. Formava un triangle rectangle amb l'altura al pal i la base format la part inferior.

## Llista de rages
- Makrand Shah 1663 - ?
- Desconeguts ?-?
- Fateh Shah ?-1749
- Birj Kune 1749 - ?
- Dhar Shah ? - 1765
- Bharat Shah 1765 - ?
- Udai Shah ?
- Desconeguts ? -1832
- Devi Shah 1832 - 1866
- Lachhu Shah 1866 - 1911
- Chhatrasal Shah 1911 - 1918
- Drigpal Shah 1918 - 1929 (nascut 1918, va pujar al tron amb 1 mes i 6 dies)
- Todar Shah 1929 - 1948